# Kleinkadolz
Kleinkadolz ist eine Ortschaft und Katastralgemeinde in der Stadtgemeinde Hollabrunn im Bezirk Hollabrunn in Niederösterreich. Die Ortschaft hat 123 Einwohner (Stand 1. Jänner 2024).

## Geografie

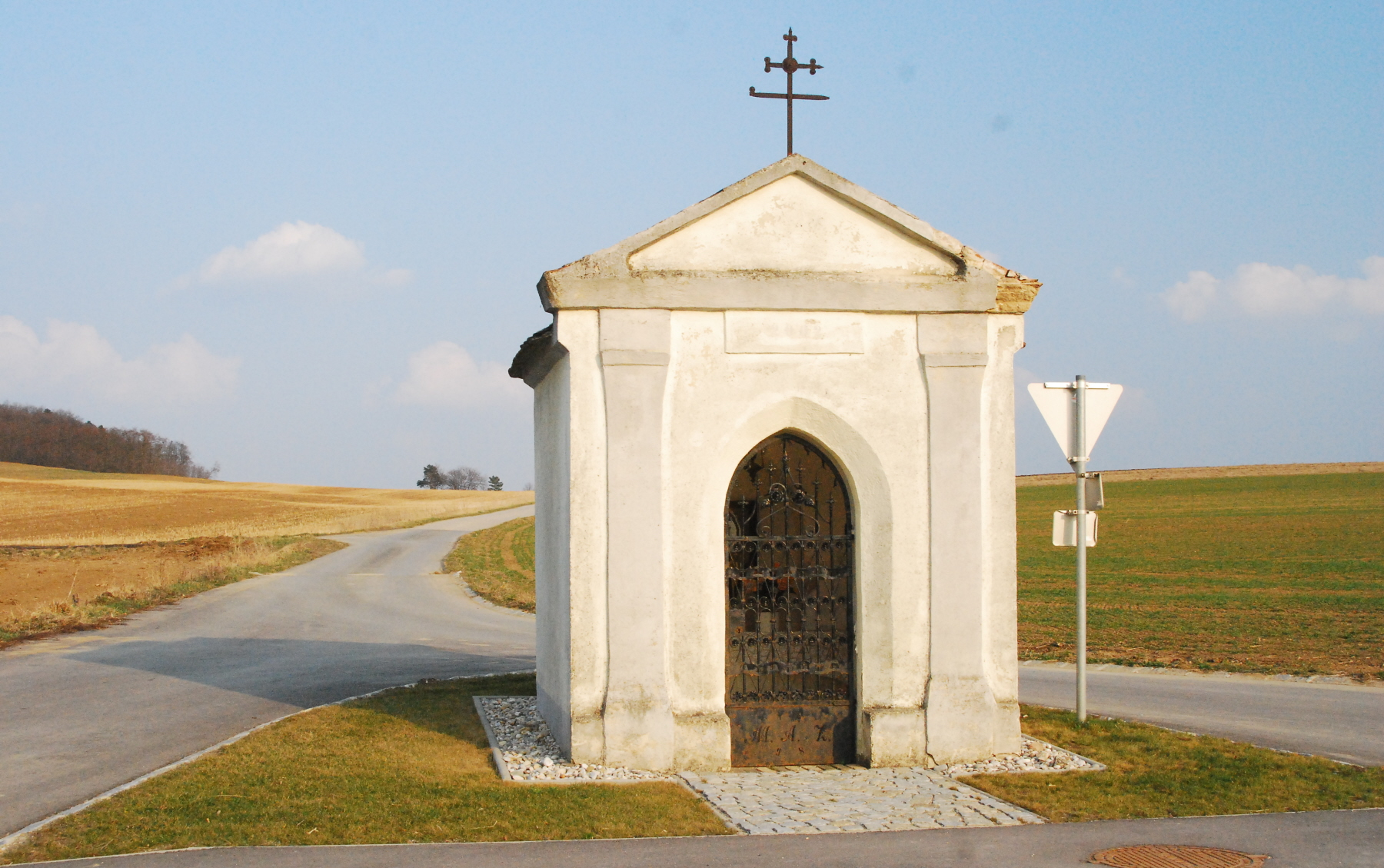
Wegkapelle im Süden von Kleinkadolz

Kleinkadolz liegt nördlich von Enzersdorf im Thale und nordöstlich in der Stadtgemeinde Hollabrunn.
| Haslach             | Kleinsierndorf                              | Kammersdorf |
| Altenmarkt im Thale | Kompassrose, die auf Nachbargemeinden zeigt |             |
|                     | Enzersdorf im Thale                         |             |

## Geschichte

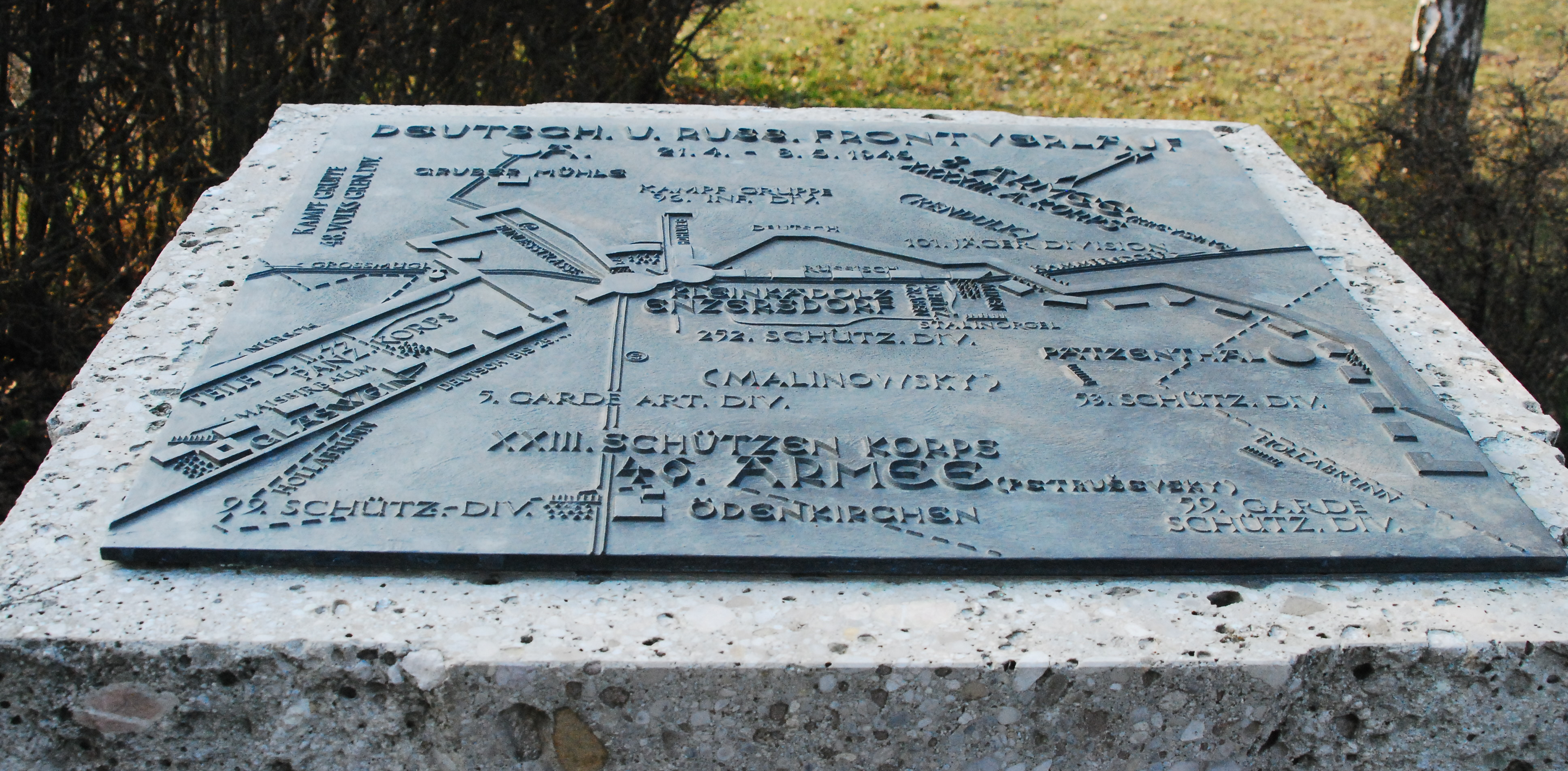
Kriegsdenkmal Frontverlauf 8. Mai 1945

Der Ort wurde 1314 urkundlich genannt. Durch die räumliche Nähe bildet Kleinkadolz mit Enzersdorf im Thale eine Dorfgemeinschaft.
Laut Adressbuch von Österreich waren im Jahr 1938 in der Ortsgemeinde Kleinkadolz ein Gastwirt, ein Marktfahrer, zwei Schmiede und einige Landwirte ansässig. Etwas außerhalb gab es eine Ziegelei.
Vom 21. April bis zum 8. Mai 1945 befand sich in Kleinkadolz die Front zwischen der Wehrmacht und der Sowjetarmee, was mit einem Kriegsdenkmal erinnert wird.
Kleinkadolz wurde 1971 Enzersdorf im Thale eingemeindet, das wiederum 1972 der Stadtgemeinde Hollabrunn zugeschlagen wurde.

## Verbauung
Es gibt alte Zwerchhöfe und neuere Verbauungen. Im Süden gibt es Erdkeller.

## Politik

### Bürgermeister der ehemaligen Gemeinde Kleinkadolz
- 1965–1970 Leopold Winkelbauer

### Ortsvorsteher der Katastralgemeinde Kleinkadolz
- 1972–1995 Leopold Winkelbauer
- 1995–2020 Gerhard Goldinger
- seit 2020 Klaus Schönhofer

## Sehenswertes

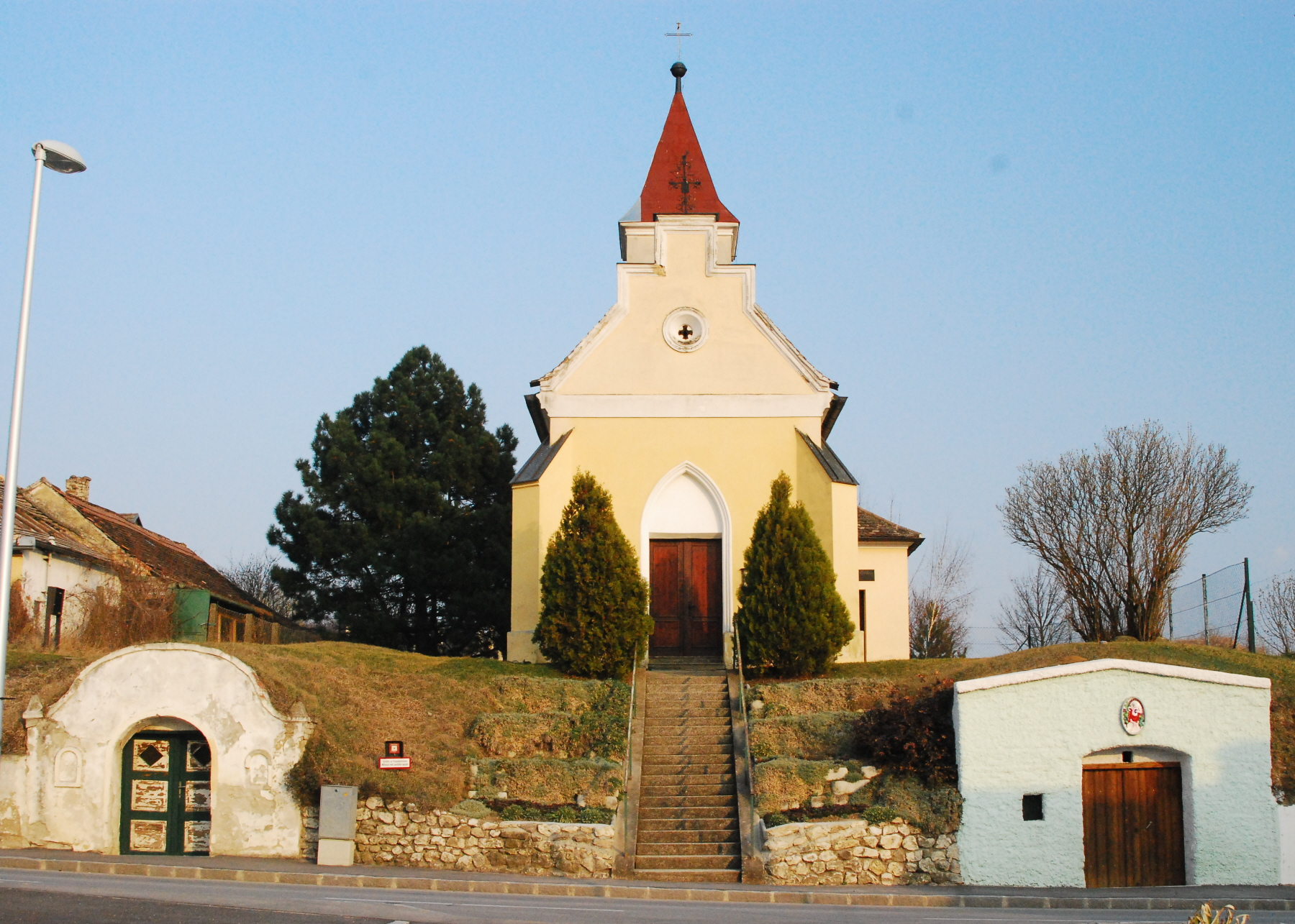
Ortskapelle Kleinkadolz

- Katholische Ortskapelle Kleinkadolz hl. Mutter Gottes